# Smereczna
Smereczna (ukr. Смеречна) – dawna wieś na Ukrainie, w rejonie starosamborski obwodu lwowskiego. Obecnie pojedyncze zabudowania w granicach administracyjnych miejscowości Terło.
Miejscowość została lokowana na początku XVI wieku, w granicach starostwa przemyskiego. W 1567 wzmiankowana została tutejsza cerkiew. Wołoska wieś królewska położona była w 1589 roku w starostwie przemyskim w ziemi przemyskiej województwa ruskiego. Po I rozbiorze Polski na jej gruntach (w dobrach kameralnych dobromilskich) w 1783 założono w procesie kolonizacji józefińskiej przez osadników niemieckich (zobacz: Niemcy galicyjscy) wyznania luterańskiego i reformowanego kolonię Prinzenthal. W okresie międzywojennym miejscowość należała do Polski, od 1934 do gminy Starzawa. Mieszkańców wsi z niewiadomych powodów wysiedlono w 1952, cerkiew rozebrano, a pozostało po niej cerkwisko i stary cmentarz.